# Thomas Enevoldsen
Thomas Enevoldsen (Aalborg, Danska, 27. srpnja 1987.) bivši je danski nogometaš i nacionalni reprezentativac.

## Karijera

### Klupska karijera
Enevoldsen je profesionalnu karijeru započeo u srpnju 2005. u AaB-u. Tijekom prve dvije sezone je odigrao malo utakmica za klub da bi u sezoni 2007./08. bio standardan u klubu koji je tada osvojio dansko prvenstvo. Također, igrač je te sezone igrao dobro i u Europskoj ligi gdje je na White Hart Laneu zabio gol Tottenham Hotspuru.
3. travnja 2008. je proglašen najboljim nogometašem mjeseca ožujka po izboru nogometnih trenera i kapetana prvenstvenih klubova čime je dobio mjesec dana besplatnog korištenja sponzorskog Mercedesa SL 500. U ljeto 2009. Enevoldsena se povezivalo s mnogim klubovima, ponajviše s portugalskom Benficom. Međutim, uoči početka nove sezone, igrač je potpisao petogodišnji ugovor s nizozemskim Groningenom koji ga je doveo za 1,25 milijuna eura.
Svoj prvi hat-trick za novi klub Thomas Enevoldsen je zabio u utakmici protiv Sparte Rotterdam koja se odigrala 13. prosinca 2009.
Od 2012. Enevoldsen je član belgijskog Mechelena.

### Reprezentativna karijera
Thomas Enevoldsen je nastupao za sve danske mlade reprezentacije prije nego što je 2009. debitirao za seniorski sastav u kvalifikacijskoj utakmici protiv Mađarske za SP u Južnoj Africi 2010. Danska je u konačnici izborila nastup na tom turniru dok je izbornik Morten Olsen uveo igrača na popis reprezentativaca za Mundijal.

#### Pogoci za reprezentaciju
| #  | Datum             | Mjesto          | Protivnik | Pogodak | Rezultat | Natjecanje            |
| -- | ----------------- | --------------- | --------- | ------- | -------- | --------------------- |
| 1. | 27. svibnja 2010. | Aalborg, Danska | Senegal   | 2:0     | 2:0      | Prijateljska utakmica |

## Vanjske poveznice
- Profil igrača na web stranicama danskog nogometnog saveza  Arhivirana inačica izvorne stranice od 26. studenoga 2020. (Wayback Machine)
- Enevoldsenova statistika u danskoj Superligi